# Spotkanie z Ramą
Spotkanie z Ramą (tyt. oryg. Rendezvous with Rama) – powieść fantastycznonaukowa brytyjskiego pisarza Arthura C. Clarke’a wydana w 1973 roku.
Jedna z najbardziej uhonorowanych powieści science fiction w historii. Została wyróżniona nagrodami Nebula i BSFA w 1973 oraz Hugo, Nagrodą Campbella, Nagrodą Locusa i Nagrodą Jupitera w 1974 r.

## Fabuła
W roku 2130 ludzkość nareszcie odkrywa obiekt będący tworem obcej rasy – gigantyczny walec, przelatujący przez Układ Słoneczny. Ziemianie wysyłają statek kosmiczny w celu zbadania obiektu. Załoga badająca „Ramę” krok po kroku odkrywa tajemnice obcej cywilizacji.

## Kontynuacje
Powieść doczekała się kilku kontynuacji, przy udziale Gentry’ego Lee (pierwsze trzy jako współautor, dwie ostatnie samodzielnie):
- Rama II (1989)
- Ogród Ramy (The Gardens of Rama 1991)
- Tajemnica Ramy (Rama Revealed 1993)
- Świetlani posłańcy (Bright Messengers 1995)
- Dom w przestworzach (Double Full Moon Night 1999)

## Nagrody
- Nagroda Nebula w kategorii „Najlepsza powieść” w 1973[1],
- Nagroda BSFA dla najlepszej powieści w 1973[1],
- Nagroda Hugo dla najlepszej powieści w 1974[2],
- Nagroda Jupitera dla najlepszej powieści w 1974[2],
- Nagroda im. Johna W. Campbella dla najlepszej powieści science fiction w 1974[2],
- Nagroda Locusa dla najlepszej powieści w 1974[2],
- Seiun Award dla najlepszej powieści obcojęzycznej w 1980[3].

## Polskie wydania
w przekładzie Zofii Kierszys
1. Instytut Wydawniczy „Pax”, Warszawa 1978
2. Amber, Warszawa 1994, ISBN 83-7082-667-9
3. Vis a vis/Etiuda, Warszawa 2011, ISBN 978-83-61516-79-8